# Bro Roazhon
Bro Roazhon és un dels nou bròiù (països) en què és dividida la Bretanya històrica. Consta de 211 municipis en un territori de 3 946 km² i una població de 611.419 habitants, segons el cens del 1999. La capital és Roazhon.